# 金喬覚
金 喬覚（きん きょうかく/こん きょうかく、696年 - 794年）は、唐代に活動したとされる伝説的な僧。新羅の王子で、中国における地蔵菩薩の聖地・九華山（安徽省青陽県）では地蔵菩薩の化身として崇敬されている。

## 概要
中国側・朝鮮側いずれの史料によっても「金喬覚」という人物の実在性は乏しい。金喬覚の説話は、新羅から九華山に渡った釈地蔵を始めとする新羅出身の僧らの事績と、地蔵菩薩信仰が合成され、発展したものと考えられる。
伝承によれば、新羅の王子として生まれた金喬覚は、唐へ留学した際に仏教に触れる。新羅へ帰国後、王子としての生活に嫌気が差し、髪をそり落とし出家した。その後、白犬を伴って唐に再び渡り、放浪と修行の日々を送る。九華山の化城寺にて12年の修行を積んだとされている。貞元10年（794年）、99歳で入寂。生前、地蔵菩薩になることを強く希望したという。
金喬覚の肉体は、死後3年経っても生きているようであったために、そのまま塔に納められ、肉身仏（即身仏）として本尊とされた。同様の説話は『宋高僧伝』の釈地蔵の伝に見られ、金喬覚の伝説のもととなった出来事はあったようである。九華山の化城寺には現在でも金喬覚の肉身仏が祀られているという。